# Serviços de Segurança Palestinos
Os Serviços de Segurança Palestinos (SSP) são as forças armadas e agências de inteligência do Estado da Palestina. Eles integram várias instituições, nomeadamente as Forças de Segurança e a Polícia. O Presidente da Autoridade Nacional Palestina é o Comandante-em-Chefe das Forças Palestinas.

## Antecedentes
O Estado da Palestina não tem exército terrestre, nem força aérea ou marinha. Os Serviços de Segurança Palestinos (SSP, não confundir com o Serviço de Segurança Preventiva) não dispõem de armas pesadas e equipamentos militares avançados como tanques.
No processo de paz entre israelenses e palestinos, Israel sempre exigiu que o Estado palestino fosse sempre desmilitarizado. Os negociadores israelenses exigiram manter as tropas israelenses na Cisjordânia, manter o controle do espaço aéreo palestino e ditar exatamente quais armas poderiam ou não ser compradas pelas forças de segurança palestinas. Em junho de 2009, na Universidade Bar-Ilan, Benyamin Netanyahu disse: ″Não se pode esperar que concordemos com um Estado palestino sem garantir que ele seja desmilitarizado.″
O Artigo XII do Acordo de Oslo II estabelece:

″A fim de garantir a ordem pública e a segurança interna dos palestinos da Cisjordânia e da Faixa de Gaza, o Conselho [Palestino] estabelecerá uma forte força policial conforme estabelecido no Artigo XIV abaixo. Israel continuará a assumir a responsabilidade pela defesa contra ameaças externas, incluindo a responsabilidade de proteger as fronteiras egípcias e jordanianas, e pela defesa contra ameaças externas do mar e do ar, bem como a responsabilidade pela segurança geral dos israelenses e dos assentamentos, para efeitos de salvaguarda da sua segurança interna e ordem pública, e terá todos os poderes para tomar as medidas necessárias ao cumprimento desta responsabilidade."
O Artigo II do Anexo I estipula:

″A Polícia Palestina é a única autoridade de segurança palestina."

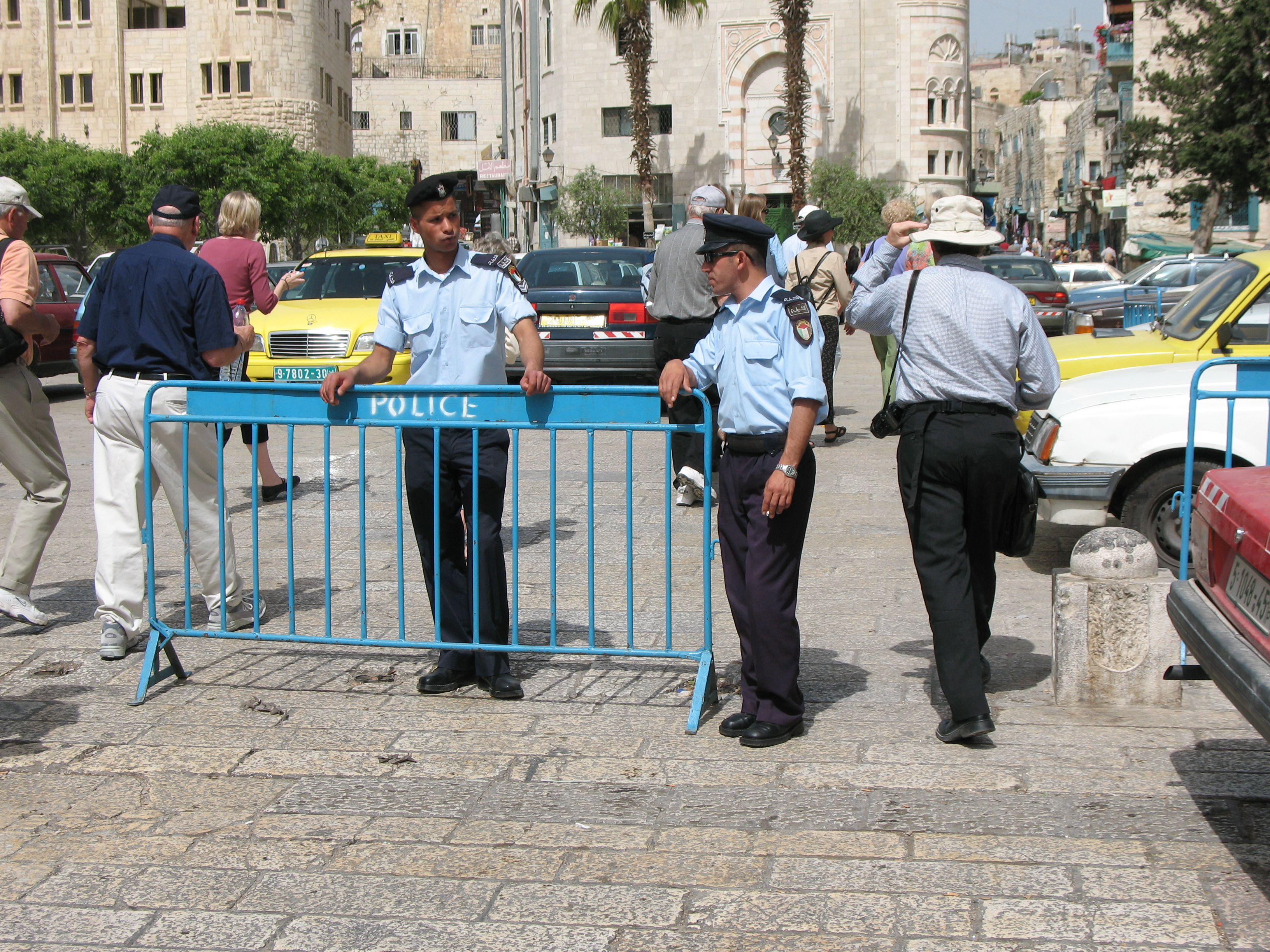
Polícia palestina em Belém, 2007.

O Anexo permite uma força de segurança limitada a seis ramos:
- Policia Civil
- Segurança Pública
- Segurança Preventiva
- Segurança Presidencial
- Inteligência
- Serviços de Emergência e Socorro (Defesa Civil)

## Organização

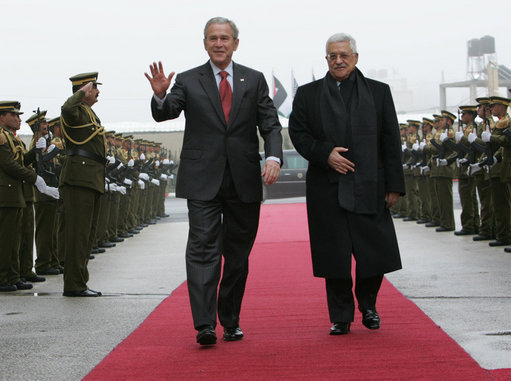
Guarda Presidencial, 2008.

Os Serviços de Segurança Palestinos (SSP) são as forças armadas e agências de inteligência do Estado da Palestina. Eles integram várias instituições, nomeadamente as Forças de Segurança e a Polícia. O Presidente da Autoridade Nacional Palestina é o Comandante-em-Chefe das Forças Palestinas.

### De Oslo à Segunda Intifada
Após os Acordos de Oslo em 1993, o número de forças de segurança palestinas separadas, todas sob o controle exclusivo do presidente Arafat, cresceu consideravelmente. Com base no Acordo do Cairo de 1994, foi formada "uma forte força policial" que cresceu constantemente muito além dos números acordados, para incluir soldados e repatriados da diáspora. Em 1996, a AP tinha mais de 35.000 agentes de segurança em sua folha de pagamento. Arafat governou as forças de maneira autoritária, dividindo para governar, não sem corrupção e nepotismo.
Durante a Segunda Intifada, em 2002, o exército israelense destruiu praticamente toda a infraestrutura de segurança palestina, deixando um vácuo de segurança que logo foi preenchido por grupos armados. Em 2006, cerca de 70% dos palestinos confiavam mais em forças não pertencentes à AP, como o Hamas e a Jihad Islâmica, do que nas forças de segurança da AP.

### Reforma 2002-2004
Em 2002, Arafat criou o cargo de Ministro do Interior com responsabilidade pela ordem pública e segurança interna, incluindo autoridade sobre as organizações de segurança: Segurança Preventiva, Polícia Civil e Defesa Civil.

#### Conselho Nacional de Segurança
Sob pressão israelense e internacional, com base no Roteiro para a Paz de 2003, Arafat começou a reorganizar o SSP. Em 30 de abril de 2003, Arafat emitiu um decreto presidencial pedindo o estabelecimento de um Conselho de Segurança Nacional (CSN) para supervisionar os serviços de segurança da ANP. Foi o resultado de uma disputa de poder entre o primeiro-ministro Mahmoud Abbas e o presidente Arafat, e da pressão internacional - principalmente americana. Abbas se tornaria ministro interino do Interior em seu novo governo. Em 11 de setembro, Arafat anunciou a formação do Conselho de 14 membros que supervisionaria todos os órgãos de segurança, tendo ele como presidente. Como seu antecessor, o recém-nomeado primeiro-ministro Ahmed Qurei discordou de Arafat sobre a nomeação do ministro do Interior.
Em 8 de novembro de 2003, o primeiro-ministro Qurei e o presidente Arafat, após terem resolvido as disputas sobre a escolha do novo ministro do Interior, concordaram em dividir as responsabilidades de segurança entre o governo e o Conselho de Segurança Nacional. O NSC (liderado por Arafat) tornou-se responsável pelos assuntos de segurança, enquanto o Ministro do Interior ficaria encarregado dos assuntos administrativos e civis não relacionados à segurança. Qurei também era membro do CSN junto com o Ministro das Finanças Salam Fayyad e os chefes das agências de segurança. Eventualmente, o associado próximo de Arafat, Hakam Balawi, tornou-se o novo Ministro do Interior do governo de Qurei, que foi aprovado em 12 de novembro de 2003. No entanto, o Conselho de Segurança Nacional permaneceu ineficaz, pois Arafat continuou a controlar diretamente os ramos de segurança.

#### Três ramos
Novamente sob pressão internacional, em 17 de julho de 2004, Arafat anunciou novas mudanças no SSP, reduzindo as oito divisões de segurança separadas para três ramos, depois que 6 pessoas foram sequestradas em Gaza. Os três ramos eram: Forças de Segurança Nacional, Forças de Segurança Interna e Inteligência Geral.
Arafat nomeou três parentes próximos como chefes dos novos ramos, incluindo seu sobrinho Moussa Arafat, que já era chefe do ramo de segurança geral na Faixa de Gaza. Isso alimentou protestos e confrontos internos entre seções rivais das forças de segurança compostas por membros do partido Fatah de Arafat. Os protestos já existentes foram amplamente vistos como uma luta pelo poder antes da anunciada retirada de Israel de Gaza. Yasser Arafat retirou a controversa nomeação de Moussa Arafat, mas este permaneceu como chefe do departamento de segurança geral na Faixa de Gaza.

### Reforma de 2005
Após sua eleição como Presidente da Autoridade Nacional Palestina em janeiro de 2005, Mahmoud Abbas continuou a reforma dos serviços de segurança. Em 14 de abril de 2005, Abbas confirmou que as 12 divisões de segurança anteriores seriam fundidas em três ramos, de acordo com o decreto de 2004 de seu antecessor Arafat. Em 4 de junho de 2005, Abbas promulgou a "Lei de Serviço nas Forças de Segurança Palestina nº 8 de 2005". Os três ramos eram:
- Forças de Segurança Nacional - sob a chefia do Ministro da Segurança Nacional e sob o comando do Comandante-em-Chefe.
- Interior (Forças de Segurança Interna) - sob a direcção do Ministro do Interior e sob o comando do Director-Geral da Segurança Interna.
- Inteligência Geral - filiada ao Presidente, sob a liderança do Chefe do serviço.

Nasser Yousef foi nomeado chefe dos três ramos. Com a reforma, as responsabilidades de Yousef, nomeado ministro do Interior dois meses antes, foram consideravelmente ampliadas. Rashid Abu Shbak foi nomeado o novo chefe do Serviço de Segurança Preventiva Palestino.
Em 22 de abril, Abbas retirou o chefe das forças de segurança nacional de Gaza, Moussa Arafat, e o substituiu por Suleiman Heles; o chefe da Inteligência Geral de Gaza, Amin al-Hindi, foi substituído por Tareq Abu Rajab. Alaa Husni foi nomeado chefe da polícia palestina, enquanto outros 1.150 oficiais de segurança palestinos também foram aposentados.
A partir de setembro de 2005, o CSN foi chefiado pelo Presidente e pelo Primeiro Ministro. Outros membros foram o Departamento de Assuntos de Negociações da OLP (DAN), o Secretário-Geral da Presidência, o Ministro do Interior, o Ministro dos Assuntos Civis, o Ministro das Finanças, o Ministro dos Negócios Estrangeiros e o Conselheiro de Segurança Nacional.

### Criação da Polícia Judiciária
Em 12 de julho de 2005, o Primeiro Ministro Ahmed Qurei criou uma Força de Polícia Judiciária sob a responsabilidade do Ministro do Interior e Segurança Nacional (na época, Nasser Yousef). A nova força fazia parte da Polícia Civil e suas atribuições eram, entre outras, descritas como: executar as decisões dos tribunais e do Ministério Público; proteger os edifícios que albergam os tribunais, os juízes e o Ministério Público; e transportar e proteger pessoas sob custódia e condenados. Uma Polícia Judiciária subordinada ao Procurador-Geral do Ministério Público já existia em 1995 desde os Acordos de Oslo.

### A luta interna pelo poder de 2006-2007
O Hamas venceu as eleições parlamentares de janeiro de 2006 e formou um governo liderado pelo Hamas em março, levando a uma luta pelo poder pelos serviços de segurança com a presidência de Abbas, do Fatah. O presidente Abbas tentou remover as organizações de segurança dominadas pelo Fatah do controle do governo; em uma reviravolta irônica, ele tentou, com o apoio dos governos ocidentais, restaurar a velha estrutura do setor de segurança tal como existia sob Arafat.
Em março de 2006, Said Seyam tornou-se o novo Ministro do Interior da AP, substituindo Nasser Yousef. No entanto, já em 20 de fevereiro, a mídia informou que o presidente Abbas havia nomeado Rashid Abu Shbak, afiliado ao Fatah, chefe da segurança interna na Cisjordânia e na Faixa de Gaza. O ex-ministro do Interior, Nasser Yousef, negou as declarações. Em 6 de abril de 2006, uma semana após o Hamas ter formado o governo, Abbas nomeou Rashid Abu Shbak, afiliado ao Fatah, chefe das três agências de segurança, incluindo a Segurança Preventiva, Polícia Civil e Defesa Civil (Segurança Pública). Abu Shbak disse que estava autorizado a contratar e demitir oficiais nos três ramos de segurança. Embora Seyam fosse tecnicamente o chefe de Abu Shbak, qualquer disputa entre os dois seria resolvida no Conselho de Segurança Nacional liderado por Abbas. Além disso, em abril de 2006, Abbas criou sob seu próprio controle uma nova Administração Pública para os pontos de passagem e fronteiras. A Guarda Presidencial foi ampliada e dotada de capacidade de intervenção rápida.

#### Força Executiva
Depois que o presidente Abbas assumiu o controle direto das forças de segurança da AP, o governo do Hamas formou sua própria força policial paramilitar de 3.000 homens na Faixa de Gaza, chamada Força Executiva, composta por membros de sua própria ala militar, a Izz ad -Din al-Qassam Brigadas. Em 20 de abril, o Ministro do Interior, Said Seyam, nomeou Jamal Abu Samhadana, chefe dos militantes Comitês de Resistência Popular, Diretor-Geral da Força Executiva. O Hamas procurou incluir membros de todos os ramos da resistência (e assim ganhar pelo menos algum controle sobre os grupos).
Os primeiros homens foram desdobrados em 17 de maio de 2006. No entanto, em 8 de junho de 2006, Abu Samhadana, como líder do CPR, foi assassinado pelas forças israelenses. Em janeiro de 2007, Abbas tornou ilegal a Força Executiva do Ministério do Interior. O Ministério resistiu à ordem de Abbas de que até então 6.000 membros da Força Executiva fossem incorporados ao aparato de segurança leal ao movimento Fatah do presidente. Em vez disso, o Hamas anunciou planos para dobrar o tamanho de sua força para 12.000 homens.
A Força Executiva, bem como o braço armado do Hamas, as Brigadas Izz ad-Din al-Qassam, participaram da tomada de Gaza pelo Hamas em junho de 2007. Em 18 de junho de 2007, Abbas dissolveu o governo da AP liderado pelo Hamas e o Conselho de Segurança Nacional.

### Orçamento e força
Em 2013, o orçamento de segurança da AP foi de quase US$ 1 bilhão, representando 28% do orçamento total. O grande orçamento de defesa tem sido criticado porque é visto como parte do sistema de opressão interna, além de manter a hegemonia em desmoronamento do movimento Fatah e o status quo com Israel. Cerca de 65.000 servidores públicos da AP (41%) foram registrados como trabalhadores da defesa; 34.000 não eram funcionários do governo do Hamas em Gaza.
Em novembro de 2014, havia cerca de 17.000 militares em Gaza, incluindo policiais, contratados pelo Hamas desde junho de 2007. Eles ainda eram considerados ilegítimos pelo governo de unidade palestina de 2014 e, portanto, não eram pagos.
Em janeiro de 2005, o número de forças de segurança da Autoridade Palestina era, de acordo com a Associated Press, cerca de 30.000. A divisão foi a seguinte:
- Forças de Segurança Nacional Palestina (polícia de fronteira palestina, inteligência militar, polícia militar e unidade de segurança presidencial de elite Força 17): cerca de 15.000 membros
- Inteligência Geral (coleta de informações e segurança para missões diplomáticas palestinas no exterior): cerca de 5.000 membros em Gaza
- Polícia Civil Palestina (força policial de Gaza e agência de segurança preventiva destinada a combater o crime interno, na época sob a responsabilidade do Ministro do Interior): cerca de 10.000 membros

## Tarefas
A Lei Básica Alterada de 2003 (Artigo 84) declara:

"As Forças de Segurança e a Polícia são forças regulares. São as forças armadas do país. As suas funções limitam-se a defender o país, servir o povo, proteger a sociedade e manter a ordem pública, a segurança e a moral pública."
As Forças de Segurança Nacional e a Guarda Presidencial são as forças paramilitares da AP, em certa medida semelhantes a um exército. Antes do bloqueio israelense à Faixa de Gaza, a AP mantinha uma pequena Guarda Costeira, usando 5 lanchas equipadas com metralhadoras ao longo da costa de Gaza. Antes de Israel destruir o aeroporto de Gaza, havia também uma pequena Polícia Aérea.
As tarefas policiais são realizadas pela Força Policial Civil, conhecida como Polícia Azul pela cor do uniforme. Além disso, existem algumas outras pequenas forças civis. A Força de Segurança Preventiva é uma grande unidade de inteligência da AP. A divisão de inteligência é dividida em Inteligência Geral, Inteligência Militar (Istikhbarat) e Inteligência da Polícia Militar.

## Repressão a palestinos

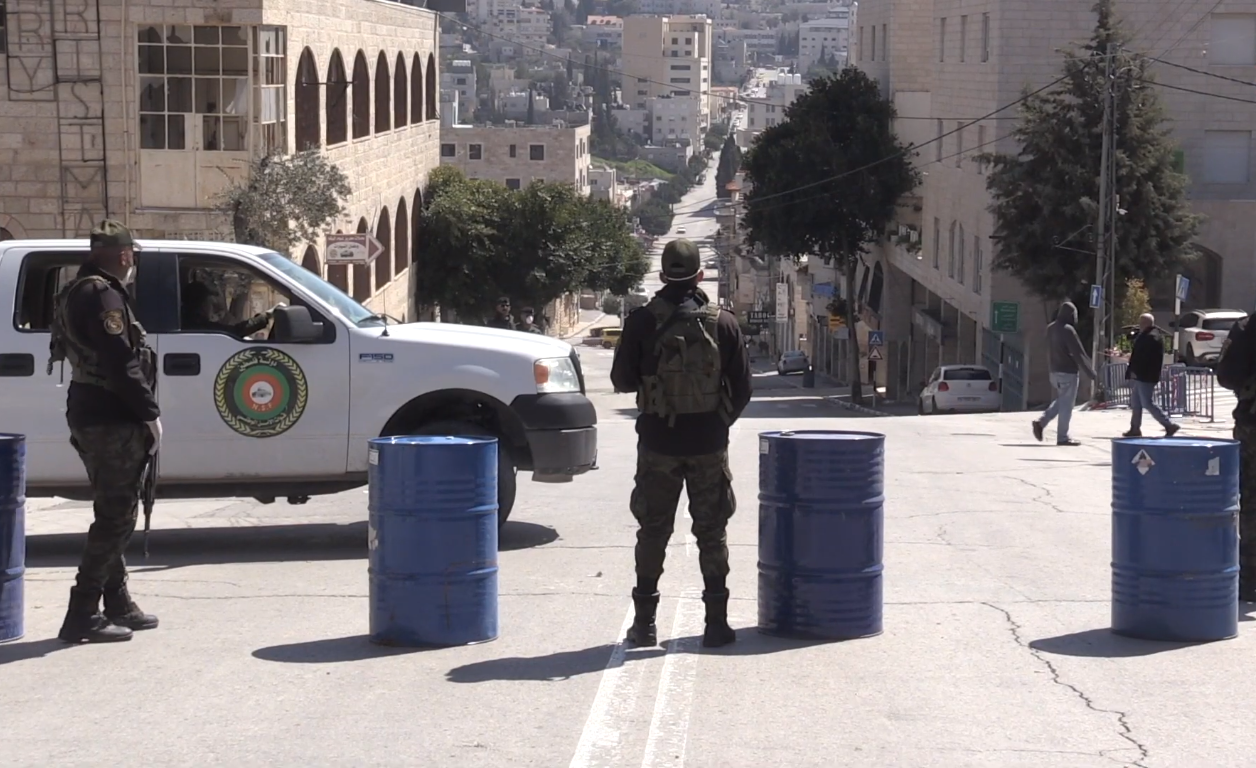
Um posto de controle das Forças de Segurança Nacional Palestina em frente ao Angel Hotel em Beit Jala, na província de Belém.

Um relatório de fevereiro de 2016 do Euro-Mediterranean Human Rights Monitor (Euro-Med Monitor), com sede em Genebra, documentou 1.274 detenções arbitrárias na Cisjordânia em 2015 e 1.089 intimações pelos Serviços de Segurança Palestinos da Autoridade Palestina. As violações dos direitos humanos visaram principalmente indivíduos afiliados ao Hamas ou que se opunham às políticas da AP, incluindo cerca de 35 jornalistas e ativistas de direitos humanos, 476 estudantes universitários e 67 professores. Vinte e sete por cento das prisões duraram um mês ou mais. Como as violações mais graves foram mencionadas a recusa em implementar decisões judiciais que ordenassem a libertação ou absolvição de detidos. Relatórios médicos confirmaram a prática sistemática de tortura nas prisões da Autoridade Palestina na Cisjordânia. O número de violações de direitos humanos cometidas pelas autoridades da Autoridade Palestina na Cisjordânia foi significativamente maior do que as violações semelhantes pelas quais o Hamas foi responsável em Gaza. Em ambos, pessoas da Cisjordânia e de Gaza foram presas ou convocadas por postar ou curtir mensagens nas mídias sociais, principalmente no Facebook, críticas à AP ou ao Hamas, respectivamente.
Em março de 2016, a Organização Árabe para os Direitos Humanos no Reino Unido (AOHR-UK), com sede em Londres, informou que, em 2015, as forças de segurança da Autoridade Palestina na Cisjordânia prenderam ou convocaram arbitrariamente 1.715 civis. Entre eles estavam estudantes, jornalistas, mulheres e crianças. Quase 1.000 detidos eram palestinos que já haviam sido libertados de prisões israelenses. O relatório afirma que 37 detidos foram torturados, alguns mantidos em confinamento solitário por vários meses. Onze palestinos foram mantidos em detenção administrativa (sem acusação). A maior parte das detenções e intimações, mesmo violando os Direitos Humanos, foram realizadas pela Força de Segurança Preventiva e pela Inteligência Geral. Às vezes, as forças usavam balas reais para intimidar os palestinos. Muitas vezes, as forças não cumpriram as ordens judiciais para a libertação dos detidos. As forças de segurança também foram acusadas de apreender pertences pessoais e propriedades de pessoas presas. Quatro palestinos foram feitos reféns para forçar membros de suas famílias a se entregarem. As forças de segurança chegaram até mesmo a acusar palestinos detidos em prisões israelenses; os juízes os consideraram fugitivos por não comparecerem ao tribunal, enquanto estavam presos em prisões israelenses. O relatório do AOHR-UK enfatizou que apenas uma fração do total de casos de abusos dos direitos humanos na Palestina foi representada no relatório.
Em 2015, pelo menos 33 protestos pacíficos foram supostamente reprimidos na Cisjordânia. Em setembro de 2015, as forças de segurança dispersaram uma marcha de manifestantes que protestavam contra o uso excessivo da força pelas forças de segurança da AP contra os manifestantes.

## Cooperação de segurança com Israel

Emblema da Inteligência Geral.

A cooperação de segurança entre Israel e a Palestina envolve o compartilhamento de inteligência entre a Autoridade Palestina e o exército israelense.
A cooperação tem origem nos Acordos de Oslo. Uma Força de Polícia Civil Palestina foi estabelecida de acordo com Oslo II, Artigo XII, um "Comitê Conjunto de Coordenação e Cooperação para Fins de Segurança Mútua", "para garantir a ordem pública e a segurança interna dos palestinos da Cisjordânia e da Faixa de Gaza".
Embora as autoridades de segurança israelenses elogiassem regularmente a cooperação, os críticos dizem que o acordo foi muito focado na criação de uma estrutura que garantiria principalmente a segurança de Israel. Documentos vazados nos Documentos da Palestina revelaram que a AP estava disposta a ir tão longe a ponto de matar seu próprio povo para provar que estava estabelecendo a lei e a ordem nos territórios sob seu controle. Mazin Qumsiyeh, um líder da sociedade civil em Belém, disse que os Acordos de Oslo efetivamente transformaram a AP em um ″subcontratado de segurança″, e ″o trabalho das forças de segurança palestinas é impor a ocupação em nome de Israel″.
Em inúmeras ocasiões, o presidente Abbas ameaçou encerrar a cooperação de segurança para mostrar firmeza para acabar com a ocupação israelense, porém sem nunca tomar medidas concretas. Em outubro de 2014, o jornalista israelense Khaled Abu Toameh calculou que Abbas havia usado a ameaça 58 vezes. Em maio de 2014, Abbas declarou que a cooperação de segurança com Israel é sagrada. Em março de 2015, o Conselho Central da OLP decidiu formalmente encerrar a coordenação de segurança, mas, eventualmente, a decisão não foi implementada.

### Terceira Intifada

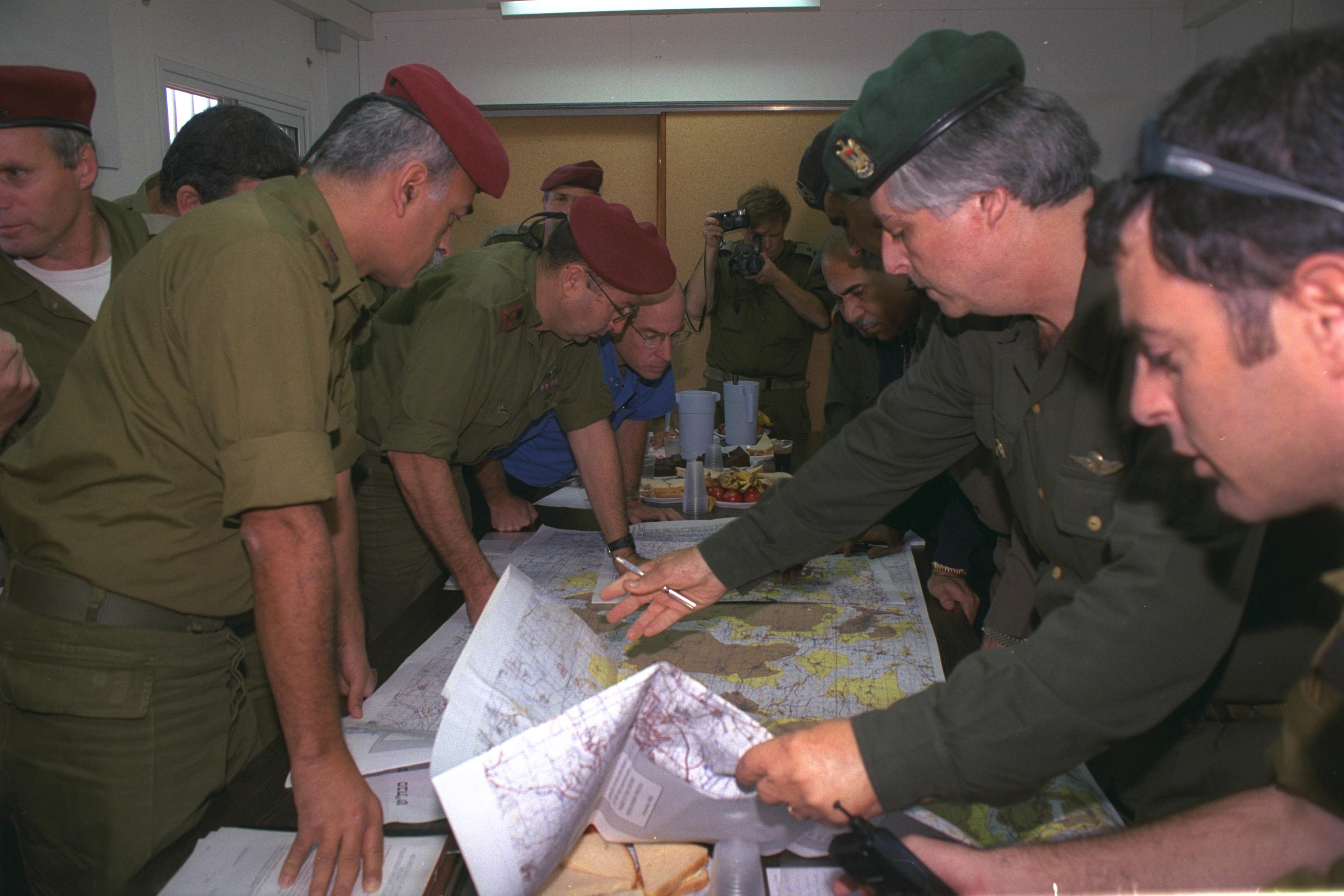
Oficiais israelenses e palestinos estudando um mapa.

Desde o novo levante iniciado em outubro de 2015, a polícia palestina parecia mostrar menos vontade de reprimir os protestos contra a ocupação. Em dezembro de 2015, a polícia palestina expulsou pela primeira vez a Polícia de Fronteira de Israel que havia invadido Beitunia, um subúrbio de Ramallah na Área A, que formalmente está sob controle de segurança exclusivo dos palestinos.
No entanto, o comandante da Inteligência Palestina na Cisjordânia, Majid Faraj, revelou em janeiro de 2016, que as Forças de Segurança desde outubro de 2015 impediram cerca de 200 "ataques terroristas" contra Israel e prenderam cerca de 100 palestinos sob suspeita de planejarem ataques contra israelenses. Isso desencadeou uma onda de denúncias de facções palestinas que se opõem fortemente à coordenação de segurança com Israel. Um porta-voz do Hamas disse que as forças de segurança da AP desempenharam um papel importante ao servir a segurança da ocupação e combater a intifada palestina, e que “proteger a segurança da ocupação tornou-se parte da ideologia das forças de segurança palestinas”. A ala militar do Fatah, as Brigadas dos Mártires de Al-Aqsa, ao contrário, defendeu o chefe da Inteligência.

### Críticas à cooperação em segurança
As forças de segurança palestinas têm sido frequentemente criticadas por reprimirem seu próprio povo e esmagar a resistência à ocupação israelense. Elas visaram a resistência armada, bem como a oposição política e os manifestantes. Apoiadores do Hamas foram visados, assim como membros do Fatah.
Em 2008, o chefe da Polícia Civil Palestina apresentou aos israelenses uma longa lista de ações tomadas pela AP contra o Hamas. Na Cisjordânia, os membros do Hamas são frequentemente presos, assim como os estudantes que apoiam o Hamas.